# Palais Massoni
 (mars 2020).
Pour les articles homonymes, voir Massoni.
Le Palais Massoni est situé dans le centre de la ville de Lucques en Toscane. 
Le palais a été construit à partir de 1668 pour Giovanni Controni. Dans la première moitié du XIXe siècle, il est revenu à la famille Massoni. 

## Jardin
Le jardin privé est particulièrement frappant, dans sa forme originale du XVIIe siècle. Quatre parterres de fleurs surélevés forment autant de carrés, bordés de petits murs décorés dans un style grotesque, avec des galets de mosaïque, des briques et de nombreux masques en marbre d'une finition exquise. Cette décoration se poursuit également dans la vasque placée contre les trois murs qui composent le périmètre du jardin, fermé à l'ouest par la façade arrière du bâtiment. En ligne avec la porte principale du bâtiment, il y a sur le mur avant une petite grotte avec une fontaine composée d'une figure féminine en marbre, deux aigles et un bassin rectangulaire avec armoiries, soutenu par deux statues de chiens. 

## Autres images

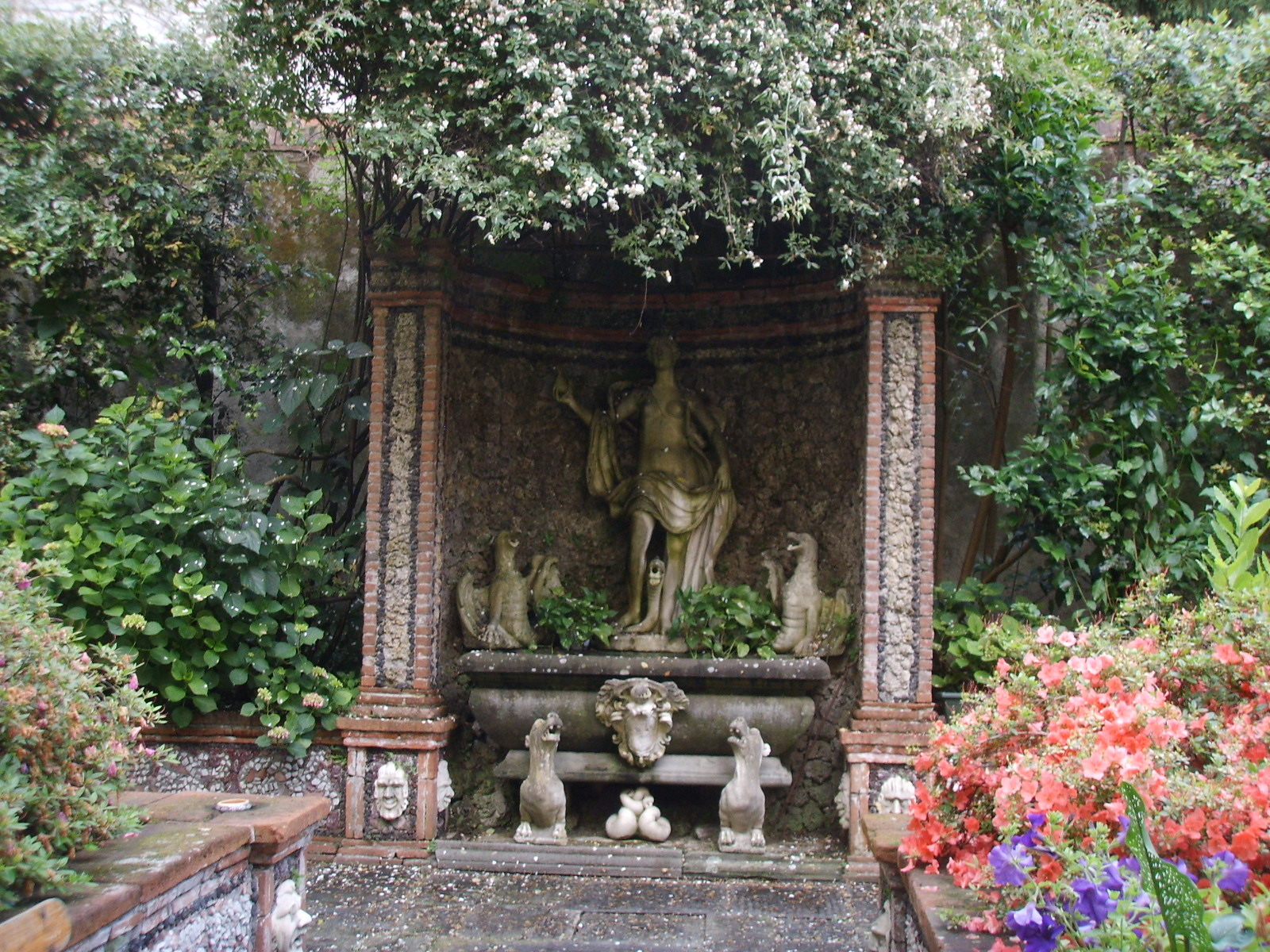
Le jardin du Palazzo Massoni
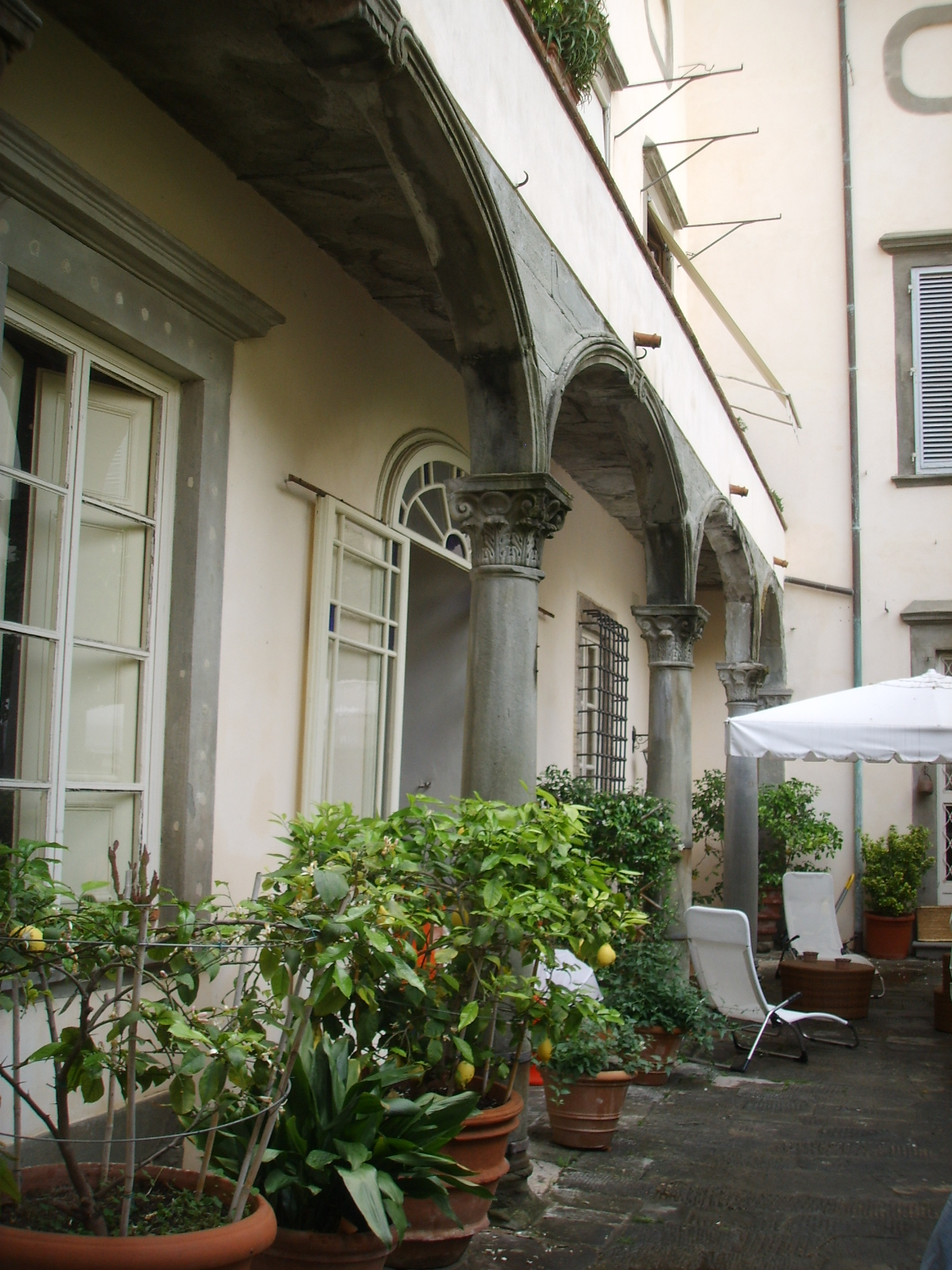
La loggia en façade donnant sur le jardin
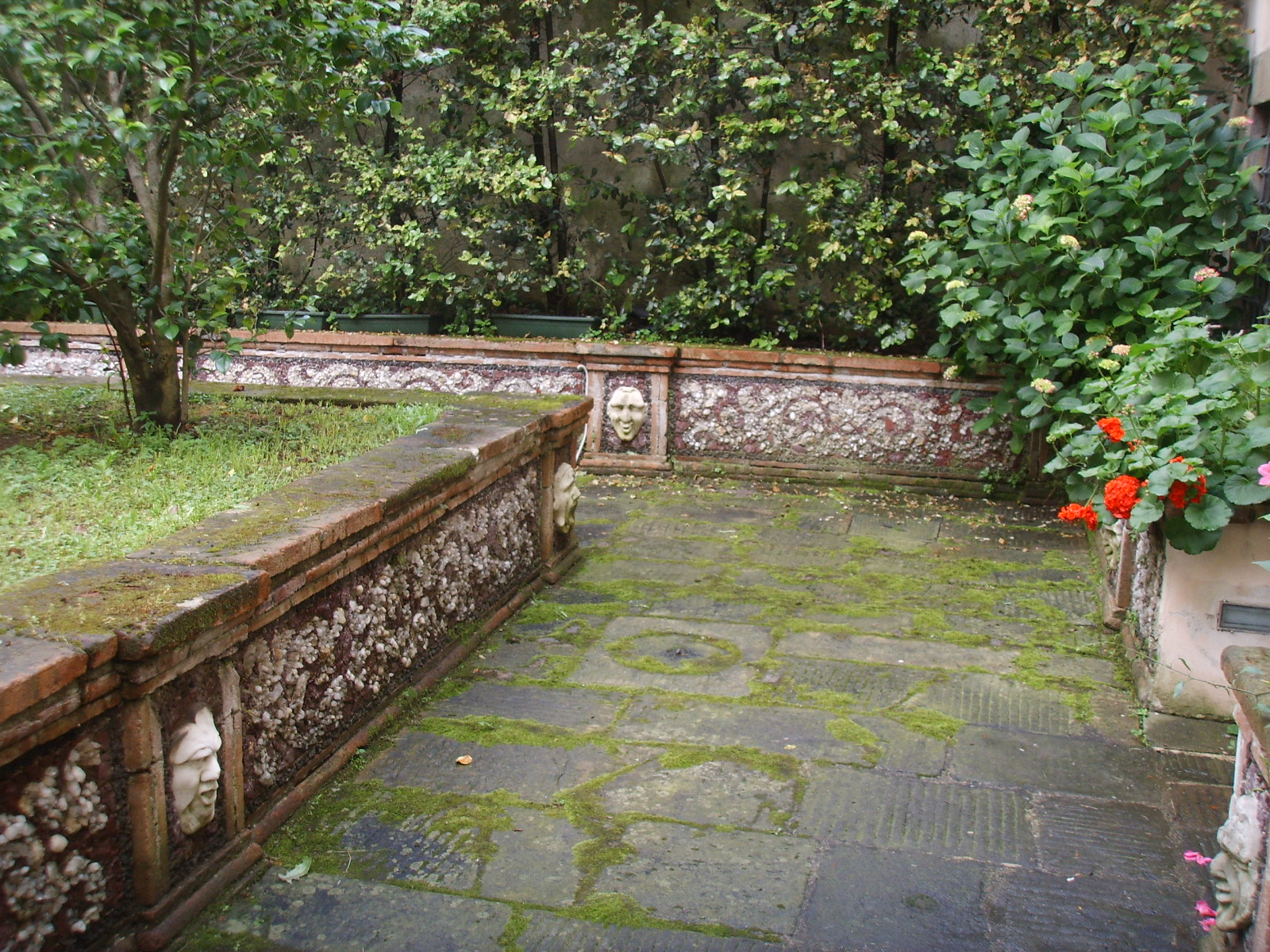
allée
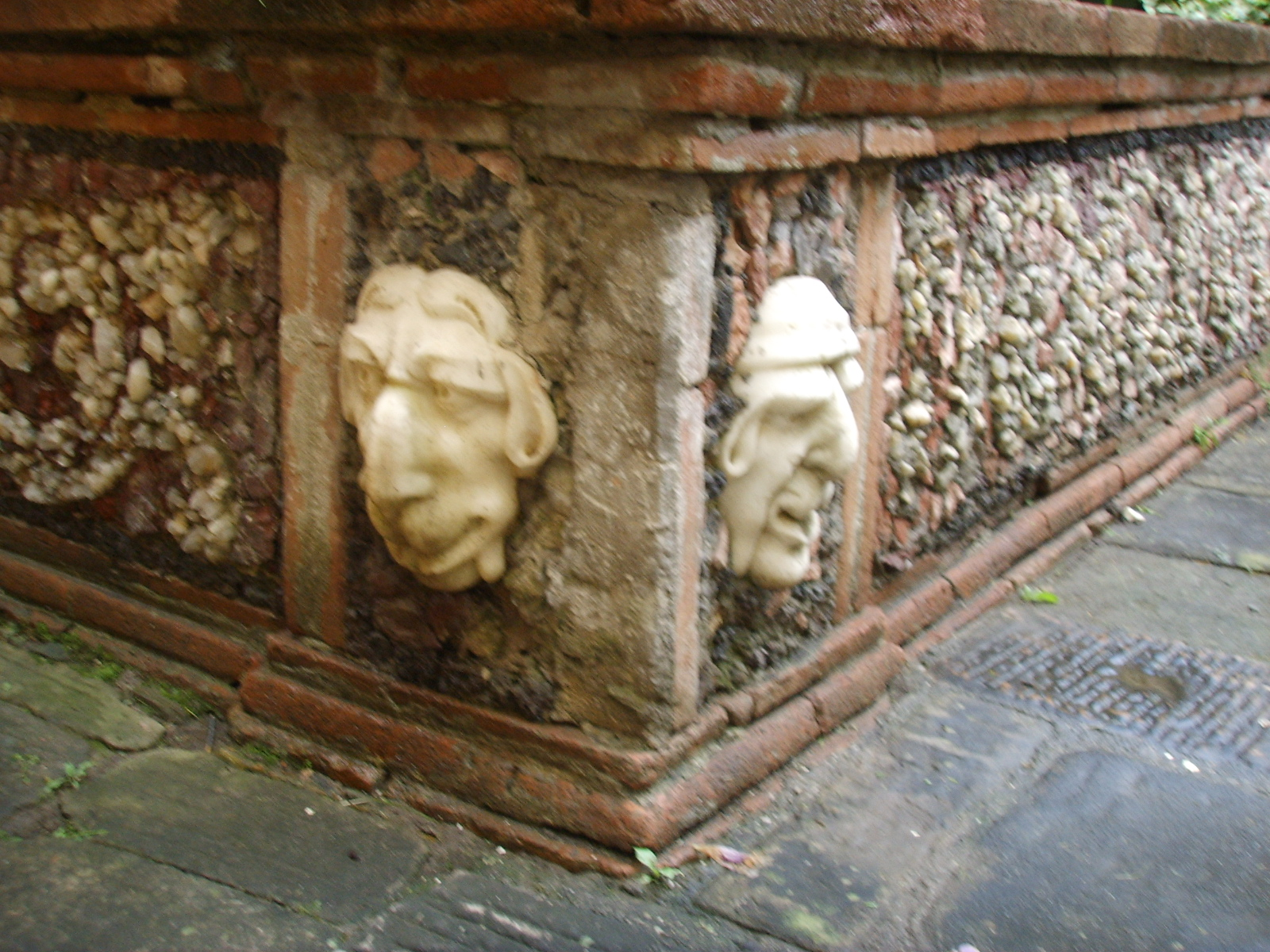
Mascheroni